# Senhor Bom Jesus

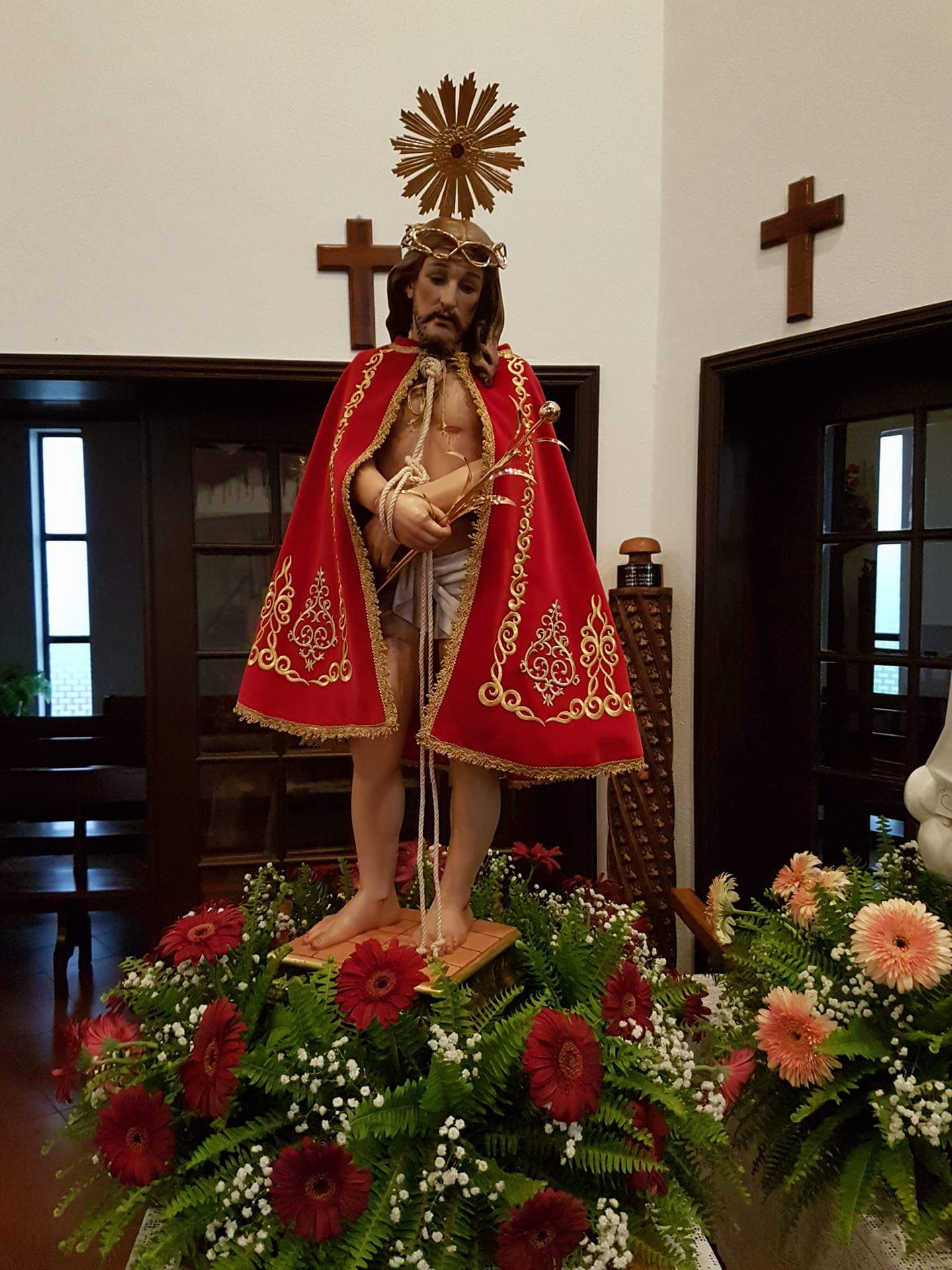
Imagem do Senhor Bom Jesus

A devoção ao Senhor Bom Jesus possui suas raízes em Portugal, de onde foi levada aos países de colonização portuguesa, como Brasil, Angola e Açores. Sob essa invocação, venera-se a imagem de Jesus Cristo, especialmente em diferentes episódios de sua Paixão.
Trata-se de uma prática religiosa muito antiga, que participa da memória de diferentes localidades, de todos os estados do Brasil. Os primeiros vestígios do culto ao nosso Senhor Bom Jesus, no Brasil, remonta o século XVII, se organizando junto com os primeiros lugarejos que se tornaram cidades importantes.
A imagem venerada na Basílica do Senhor Bom Jesus, na cidade paulista de Tremembé, é certamente a mais antiga de que se tem conhecimento no Brasil. Ela foi benta pelo vigário da igreja de Nossa Senhora da Conceição em 1663, mais de 50 anos antes de ser encontrada no Rio Paraíba a imagem de Nossa Senhora Aparecida. Além disso, é uma das mais piedosas e de maior valor artístico.
Nos países que não são de colonização portuguesa, a imagem do Senhor Bom Jesus é referida geralmente como Ecce Homo, ou ainda como Señor de la Caña (Senhor da Cana) em algumas localidades de língua espanhola na América Latina.

## Significado da devoção ao Senhor Bom Jesus

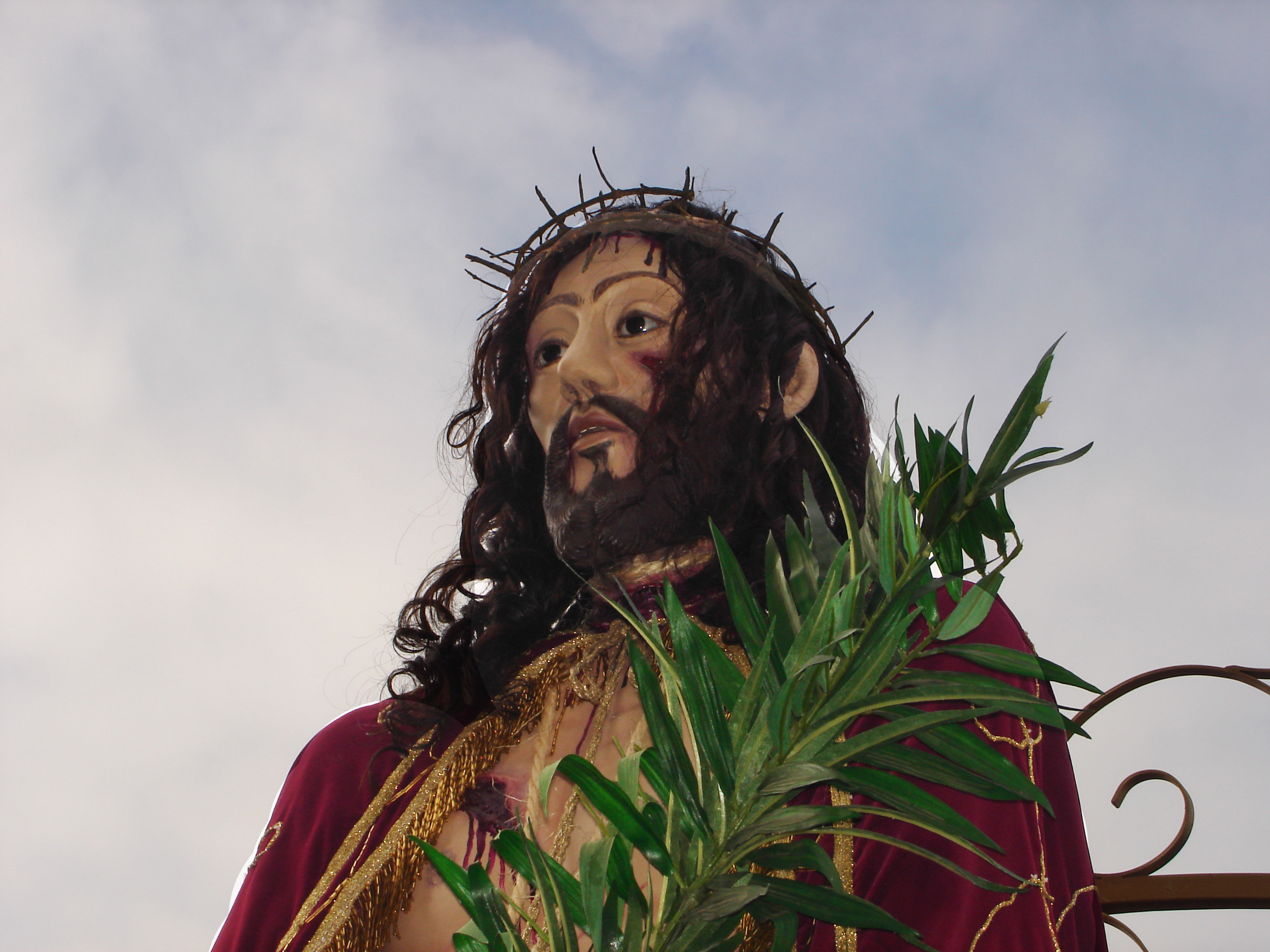
Imagem do Senhor Bom Jesus

Esta imagem refere-se ao Jesus descrito na passagem descrita em Mateus 27,26-31, Marcos 15,15-20 e João 19,1-5.
"Então Pilatos soltou Barrabás, mandou flagelar Jesus, e o entregou para ser crucificado.
Em seguida, os soldados de Pilatos levaram Jesus ao palácio do governador, e reuniram toda a tropa em volta de Jesus.
Tiraram a roupa dele, e o vestiram com um manto vermelho; depois teceram uma coroa de espinhos, puseram a coroa em sua cabeça, e uma vara em sua mão direita. Então se ajoelharam diante de Jesus e zombaram dele, dizendo: "Salve, rei dos judeus!"
Cuspiram nele e, pegando a vara, bateram na sua cabeça.
Depois de zombarem de Jesus, tiraram-lhe o manto vermelho, e o vestiram de novo com as próprias roupas dele; daí o levaram para crucificar.''" Mateus 27,26-31
A devoção ao Bom Jesus é voltado ao mistério da Paixão e Morte de Jesus Cristo, destacando o aspecto da representação vivenciada do próprio drama do Calvário. Os quatro eventos enfocados são: Coroa de espinhos e Flagelação de Jesus, Jesus carregando a Cruz, Crucificação de Jesus e por último seu sepultamento.
Por essa sua representação, nas aflições, os romeiros recorrem a Jesus, vendo n'Ele o Homem das dores, identificado com todo o sofrimento humano. “Ele é o homem da compaixão, da bondade, e do perdão. Ele quer um mundo de justiça, de misericórdia e reconciliação”, diz o Bispo Dom José Luiz Bertanha, da Diocese de Registro.

## A imagem do Senhor Bom Jesus

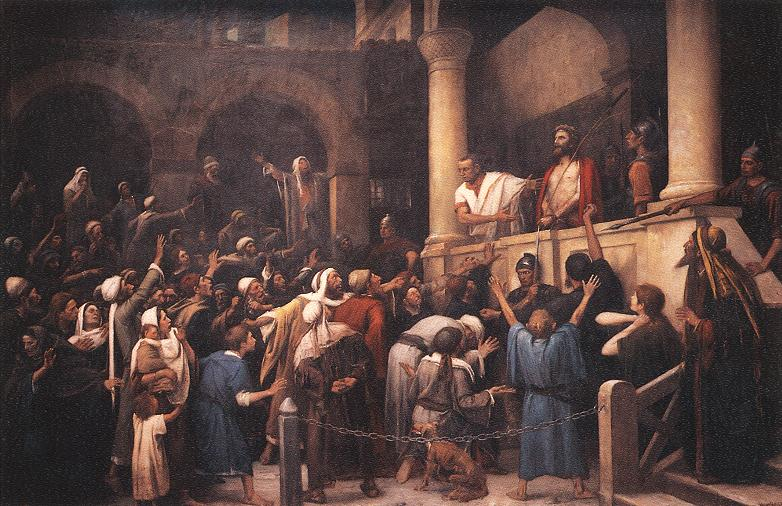
Ecce Homo de Mihály Munkácsy (1896) (Musée Déri, Debrecen)

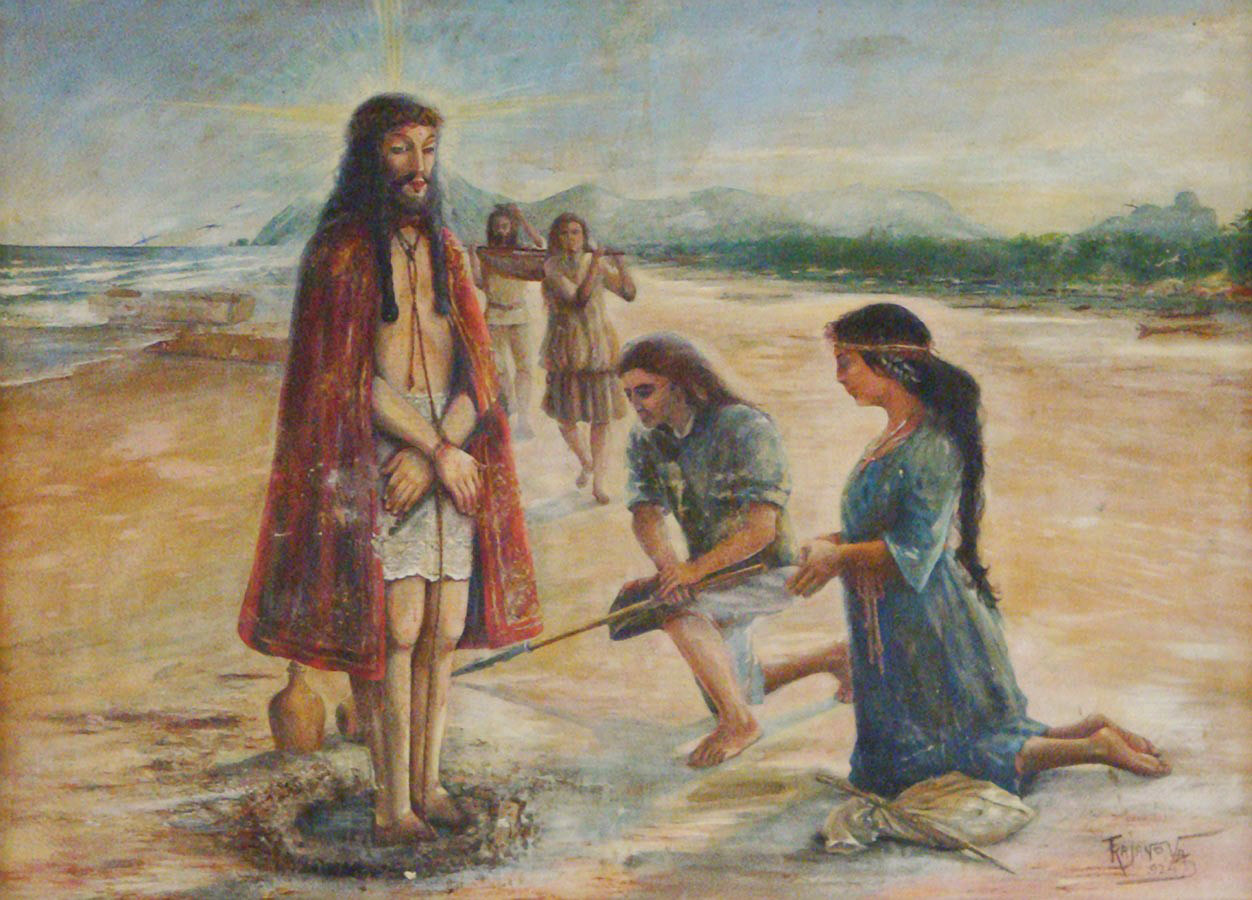
Bom Jesus do Iguape

O Cristo flagelado e coroado de espinhos é lembrado na tradição popular pela imagem do Bom Jesus de Cana Verde, isto é, a imagem de Jesus coroado de espinhos, coberto com um manto, e tendo na mão um pedaço de madeira ("cana verde") simbolizando o cetro. A imagem é conhecida também como Ecce Homo, lembrando a apresentação de Jesus flagelado diante do povo, no pretório de Pilatos.
A imagem em sua maioria é apresentado nesta cena, de pé, flagelado, coroado de espinhos, coberto com o manto púrpura e trazendo nas mãos um pedaço de cana verde, simbolizando o seu cetro. Existem, porém, outras representações  relacionadas aos sofrimentos e à Paixão do Senhor, como o Bom Jesus da Coluna (atado à coluna da flagelação), o Bom Jesus da Pedra Fria (ou da Paciência), sentado. Muito conhecida é a imagem do Bom Jesus dos Passos, levando a cruz. Há também as imagens do Bom Jesus do Horto, do Bom Jesus dos Aflitos (ou dos Pobres Aflitos), do Bom Jesus da Boa Morte, entre outras.

## Lenda portuguesa do "Pobrezinho e o Senhor da Cana Verde"
Passou numa ocasião ali [aldeia de Selores] um pobrezinho. Ali onde há um ribeiro que tinha uma ponte. Chegou depois ao adro, onde estava muita gente, e disse assim:
— Ai que lindo pau de moreira que ali está, que dava pra fazer um santo!
E diz que lhe disseram assim: — Pra fazer um santo?! E quem no faz?
E ele: — Olhem, põem-me aí num lugar, eu e o pau, fechem a porta e, durante três dias, não ma abram!
Assim fizeram. O pobrezinho nem queria comer nem beber, nem nada. Mas as pessoas tinham curiosidade e iam espreitar pelo buraco da porta. E não viam nada, nem podiam. Passados os três dias, a porta estava aberta e lá dentro estava a imagem do Senhor Divino Ecce Homo. E o pobrezinho tinha desaparecido.
As pessoas ficaram muito tocadas com este milagre. E ficaram sempre a pensar que o pobrezinho era ele próprio, o Senhor Divino Ecce Homo. Também lhe chamamos o Senhor da Cana Verde.

## Festividade
Senhor Bom Jesus tem sua data no calendário litúrgico católico no dia 6 de agosto.

## Santuários e igrejas
Grandes igrejas, catedrais e santuários são dedicados ao Senhor Bom Jesus, entre algumas em destaque:

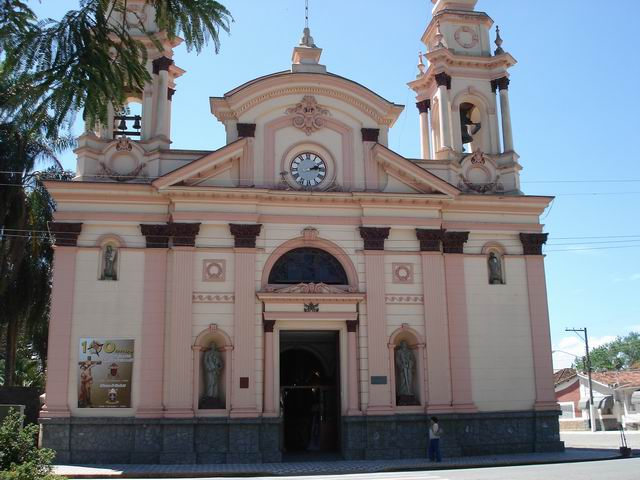
Basílica do Senhor Bom Jesus de Tremembé

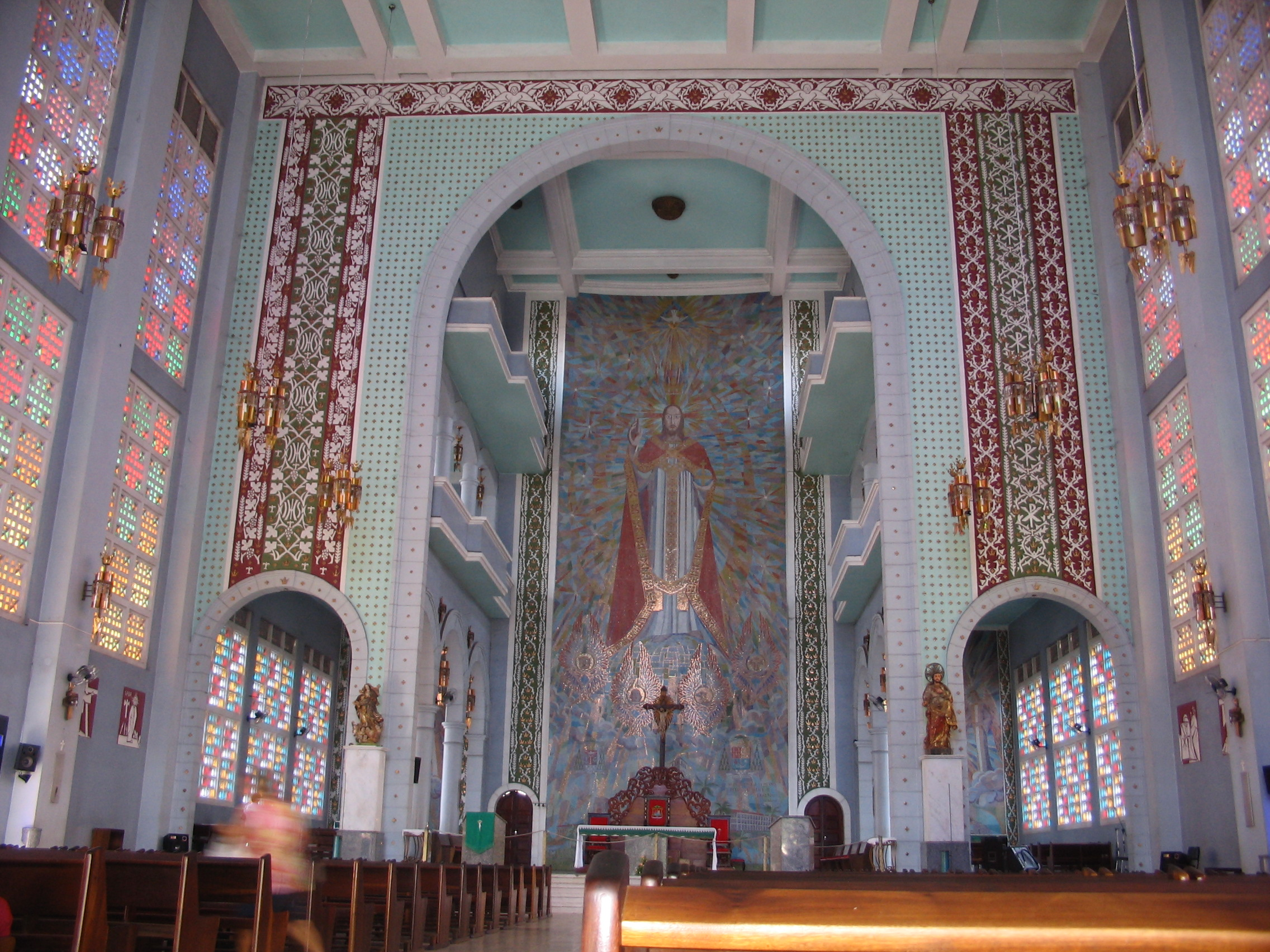
Interior da Catedral Basílica de Cuiabá

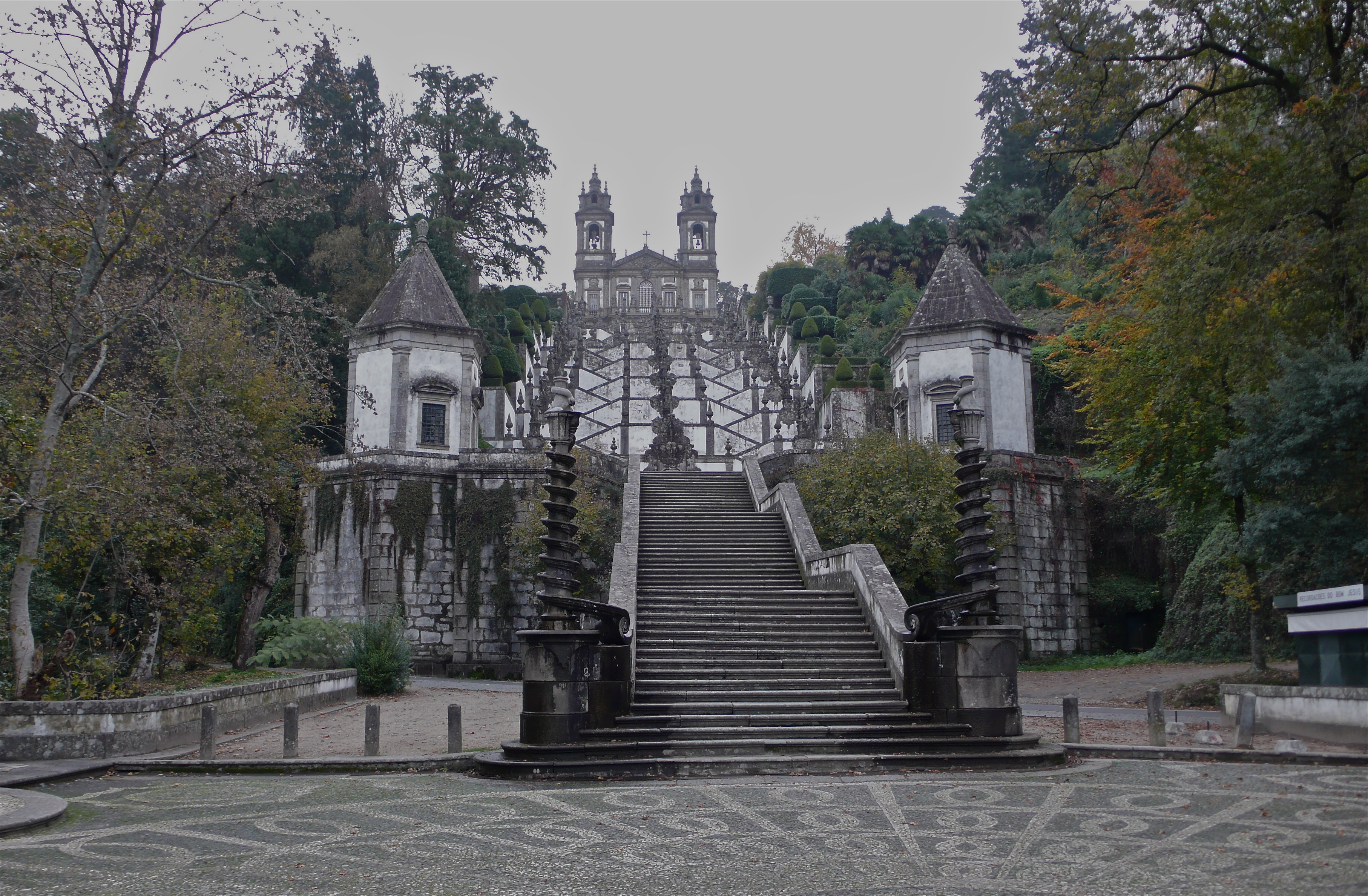
Santuário Bom Jesus do Monte, em Braga, Portugal

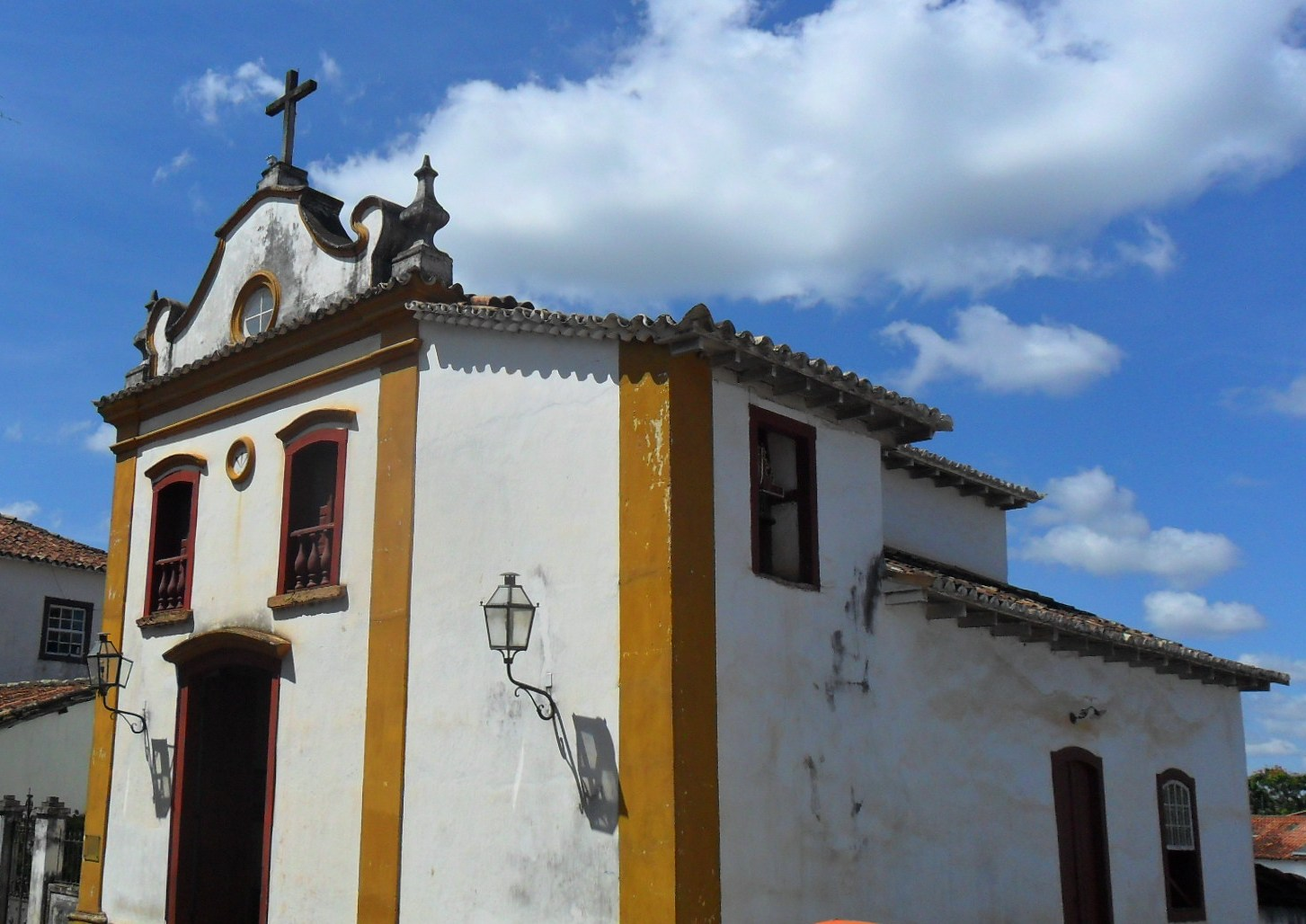
Capela do Bom Jesus em Tiradentes

- Paróquia Senhor Bom Jesus de Arujá - Cidade de Arujá - Diocese de Mogi das Cruzes - SP;
- Paróquia Senhor Bom Jesus da Prata, Pratânia - SP;
- Igreja do Senhor Bom Jesus da Cana Verde, Cachoeira Paulista - SP;
- Paróquia Bom Jesus da Paradinha, em Franco da Rocha - SP;
- Santuário do Bom Jesus do Monte;
- Paróquia Senhor Bom Jesus - Bom Jesus do Galho - MG, onde se encontra o Cristo da Paz, sendo a 3ª imagem do gênero no País;
- Paróquia Senhor Bom Jesus - Caratinga - MG;
- Santuário São Bom Jesus da Cana Verdade de Batatais - SP;
- Santuário do Senhor Bom Jesus de Ponta Delgada, Ilha da Madeira;
- Santuário do Senhor Bom Jesus de Matozinhos em Conceição do Mato Dentro - MG;
- Igreja Matriz do Senhor Bom Jesus do Monte em São João del-Rei - MG;
- Santuário do Senhor Bom Jesus de Matosinhos de São João del-Rei - MG;
- Santuário do Senhor Bom Jesus da Pedra Fria a Igreja mãe da Diocese de Jacarezinho em Jaguariaíva Paraná;
- Catedral do Senhor Bom Jesus, sé episcopal da Diocese de Ourinhos;
- Catedral do Senhor Bom Jesus da Coluna, sé episcopal da Diocese de Palmas-Francisco Beltrão;
- Catedral Metropolitana Basílica do Senhor Bom Jesus, sé episcopal da Arquidiocese de Cuiabá;
- Basílica Bom Jesus de Tremembé;
- Basílica Santuário do Senhor Bom Jesus de Iguape;
- Santuário Bom Jesus de Pirapora;
- Santuário Bom Jesus de Manhumirim, Sé Paroquial da paróquia homônima, em Manhumirim-MG; a primeira igreja da América Latina construída exclusivamente de concreto armado;[7][8]
- Santuário do Senhor Bom Jesus dos Perdões - SP da Diocese de Bragança Paulista;
- Santuário Senhor Bom Jesus da Cana Verde, em Siqueira Campos, no Paraná;
- Santuário do Bom Jesus de Matosinhos, em Congonhas - MG;
- Santuário Bom Jesus dos Castores, em Onda Verde - SP;
- Paróquia Senhor Bom Jesus, em São João da Boa Vista - SP;
- Paróquia Senhor Bom Jesus do Livramento de Bananal - SP;
- Paróquia do Senhor Bom Jesus de Monte Aprazível - SP;
- Paróquia do Senhor Bom Jesus de Paulo de Faria - SP;
- Santuário do Senhor Bom Jesus dos Castores - SP;
- Santuário de Bom Jesus da Lapa;
- Santuário do Bom Jesus de Jardinópolis;
- Igreja Senhor Bom Jesus dos Aflitos;
- Igreja do Senhor Bom Jesus da Pedra nos Açores;
- Basílica do Bom Jesus, em Goa, na Índia;
- Santuário Senhor Bom Jesus de Araquari - SC;
- Paróquia Senhor Bom Jesus da Coluna de Xanxerê - SC;
- Igreja do Senhor Bom Jesus, Americana - SP;
- Igreja do Senhor Bom Jesus, Comunidade de Canjiquinha, Araranguá, Santa Catarina;
- Igreja do Senhor Bom Jesus, Comunidade de Campo Mendes, em Laranjeiras do Sul;
- Igreja do Senhor Bom Jesus, comunidade de Guajuvira, em Araucária;
- Igreja Bom Jesus, em Barra Mansa;
- Paróquia Bom Jesus, em Ribeirão Branco, São Paulo;
- Santuário do Senhor Bom Jesus da Pedra Fria, Jaguariaíva, Paraná;
- Paróquia Bom Jesus da Pedra Fria em Mairiporã, São Paulo;
- Paróquia do Senhor Bom Jesus em Bauru - SP;
- Paróquia Senhor Bom Jesus e Santa Marcelina, em Pratânia - SP;
- Paróquia Senhor Bom Jesus da Guardinha, (Guardinha distrito de São Sebastião do Paraíso);
- Paróquia Santuário Senhor Bom Jesus da Cana Verde - Igreja Matriz em Araguari - MG;
- Paróquia do Senhor Bom Jesus da Cana Verde, em Tabuleiro;
- Paróquia Senhor Bom Jesus, em Ipaussu;
- Paróquia Senhor Bom Jesus da Ferraria, no distrito de Ferraria, Campo Largo, Paraná;
- Paróquia Senhor Bom Jesus de Ibitinga - SP;
- Paróquia Senhor Bom Jesus, Vicentinópolis distrito de Santo Antônio do Aracanguá - SP;
- Santuário Bom Jesus dos Aflitos, Distrito de Itaci, Carmo do Rio Claro - MG;
- Igreja do Bom Jesus de Pirapetinga, Comunidade de Pirapetinga, em Caputira - MG;
- Paróquia Bom Jesus da Agonia, Ererê, Ceará;
- Paróquia Bom Jesus, em Brumado-BA;
- Paróquia Bom Jesus, em Malhada de Pedras-BA;
- Paróquia Senhor Bom Jesus, Água Doce do Norte-ES;
- Paróquia Senhor Bom Jesus, Arapongas- PR;
- Paróquia Senhor Bom Jesus, Mitra Arquidiocesana de Brasília - Ceilândia Norte Bairro Setor "O" (Imagem venerada em tamanho humano, com riqueza de detalhes tamanha, que maquinas fotográficas identificam o rosto como real);
- Paróquia Bom Jesus, Pouso Alegre - MG;
- Santuário de Bom Jesus de Matosinhos de - Congonhas, Congonhas - MG;
- Paróquia Bom Jesus, Bom Jesus do Tocantins - PA;
- Paróquia do Senhor Bom Jesus, Americana - SP;
- Paróquia Senhor Bom Jesus da Coluna, Rio Negro-PR;
- Santuário do Bom Jesus do Bacalhau, em Bacalhau, Piranga - MG;
- Paróquia do Senhor Bom Jesus, Rio das Pedras - SP;
- Paróquia Senhor Bom Jesus do Monte, Piracicaba - SP.